# Javier Chércoles Blázquez
Javier Chércoles Blázquez nascido em Caracas (Venezuela) em 1964, é diretivo do setor de moda, professor universitário e conselheiro de crise em desastres humanitários.

## Trajetória
É formado em Direito pela UNED e em Economia e Negócios pela Universidad Complutense.
Entre os anos 2000 e 2010 trabalhou para Inditex, uma multinacional sediada na Galiza. Chércoles foi o responsável pela elaboração do Código de Ética Interno da Zara, documento que regulamenta o funcionamento das fábricas que trabalham para a Inditex.
Ele trabalhou tambem para a PwC.

### Em Bangladesh
Em 2008, Chércoles foi a Bangladesh para verificar pessoalmente a situação de uma fábrica em Dhaka, onde houve abusos verbais e físicos, além de cortes salariais. Chércoles reconheceu que a fábrica estava em condições "muito ruins", mas disse que não havia evidências de que eles estivessem fabricando para a Inditex. Mais tarde, ele descobriu que estava associado a outra fábrica que produzia roupas para a Zara. As oficinas eram próximas umas das outras, e Chércoles admitiu que era possível transferir parte da produção de uma para outra sem a permissão ou conhecimento da Inditex. Uns anos antes ele havia descoberto que as vítimas do desastre de Bopal ainda não haviam sido indenizadas, pois, como disse a Kofi Annan, "não há como calculá-las, nem qualquer intenção política (de pagá-las)".
Como diretor de RSC decidiu aprofundar os controles trabalhistas na cadeia produtiva, medidas de controle com as quais a direção da Inditex não concordava. Em 2010 deixou o cargo recebendo 1,57 milhões de euros.
Em abril de 2013, em Dhaka, capital de Bangladesh, o edifício Rana Plaza desabou e 1.134 trabalhadores foram mortos. Foi contratado pela Primark para pagar 14 milhões de euros às vítimas sendo a primeira multinacional a tratar da indemnização.

### Na Universidade
Ele foi voluntariamente confinado no mosteiro de Santo Domingo de Silos por seis meses para escrever sua tese de doutorado em língua inglesa. Desde junho de 2013, ele trabalha como professor na Universidade de Dhaka, Bangladesh, no Institute of Disaster & Vulnerability Management Studies. 
Tambem foi professor nas Universidades Complutense, URJC e ESADE e e palestrante acadêmico nas universidades Harvard, Georgetown (Estados Unidos), Andrés Bello (Caracas, Venezuela) e Antonio Ruiz de Montoya (Lima, Peru) 

## Obra publicada
- Navigating into the Spider’s Web. Developing Resilience in the Wake of an Industrial Disaster in the Bangladesh Ready Made Garment Sector  ( Navegando na 'Teia de Aranha'. Desenvolvendo resiliência após um desastre industrial no setor de vestuário pronto para uso em Bangladesh). Tese de doutorado, dirigida por Alfred Vernis i Domènech. (2012) Universidade Ramón Llull.